# Pseudopterogorgia oppositipinna
Pseudopterogorgia oppositipinna är en korallart som först beskrevs av Ridley 1888.  Pseudopterogorgia oppositipinna ingår i släktet Pseudopterogorgia och familjen Gorgoniidae. Inga underarter finns listade i Catalogue of Life.